# 納爾遜河
纳尔逊河（英語：Nelson River）位於北美洲中北部加拿大馬尼托巴省，全長2,575公里（1,600英里），平均流量2,370立方公尺每秒，集水區面積982,900平方公里（379,500平方英里），其中180,000平方公里處於美國境內。納爾遜河發源自溫尼伯湖，經過644公里（400英里）進入哈德遜灣，途經普雷格林湖（Playgreen Lake）、克羅斯湖（Cross Lake）、Sipiwesk Lake、Split Lake和Stephens Lake。
由於奶路臣河流經溫尼伯湖，因此是薩斯喀徹溫河（Saskatchewan River）、紅河和溫尼伯河的一部分，河口流量2,066平方公尺每秒。
奶路臣河的主要支流除了溫尼伯湖外，還有Grass River和班特塢河（Burntwood River）。

## 外部連結
- 納爾遜河流域資料和地圖 （页面存档备份，存于）

53°41′52″N 97°51′52″W / 53.697742°N 97.864344°W